# Meandrina jacksoni
Espèce
Synonymes
- Meandrina meandrites f. typica Zlatarski & Martinez-Estallela, 1982[2]

Meandrina jacksoni est une espèce de coraux de la famille des Meandrinidae.

## Systématique
L'espèce Meandrina jacksoni a été décrite en 2011 par Jorge H. Pinzón C. (d) et Ernesto Weil (d).

## Description
Meandrina jacksoni se présente sous la forme de colonies lamellaires d'un diamètre de 10 à 50 cm de diamètre. Sa coloration habituelle est crème ou jaune pâle mais peut être blanchie comme c'est malheureusement parfois le cas.

## Habitat et répartition
Cette espèce se rencontre à des profondeurs comprises entre 4 et 30 m mais plus fréquemment entre 5 et 15 m.

## Étymologie
Son épithète spécifique, jacksoni, lui a été donnée en l'honneur de Jeremy B. C. Jackson (d), biologiste marin américain, en reconnaissance de sa contribution à l'étude des coraux et en particulier à la compréhension de l'écologie et de l'évolution des communautés de coraux.

## Publication originale
- (en) Jorge H. Pinzón C. et Ernesto Weil, « Cryptic Species within the Atlantic-Caribbean Genus Meandrina (Scleractinia): a Multidisciplinary Approach and Description of the New Species Meandrina jacksoni », Bulletin of Marine Science, École Rosenstiel des sciences marines et atmosphériques (d), vol. 87, no 4,‎ 1er octobre 2011, p. 823-853 (ISSN 1553-6955 et 0007-4977, OCLC 297220873, DOI 10.5343/BMS.2010.1085, lire en ligne).